# Medopheos edracanthus
Medopheos edracanthus — вид ящірок родини теїдових (Teiidae). Мешкає в Південній Америці. Це єдиний представник монотипового роду Medopheos.

## Поширення і екологія
Medopheos edracanthus мешкають в прибережних районах Еквадору і Перу (на південь до Ліми), а також на деяких прибережних островах. Вони живуть в сухих заростях в пустелі, в сухих саванах, сухих тропічних лісах та в хмарних прибережних оазах ломас. В Еквадорі зустрічаються на висоті до 400 м над рівнем моря, в Перу на висоті до 2335 м над рівнем моря. Ведуть наземний, денний спосіб життя. Живляться рослинністю і безхребетними.